# 德拉查·米哈伊洛維奇
德拉查·米哈伊洛維奇（1893年4月27日—1946年7月17日）是一位第二次世界大戰南斯拉夫塞爾維亞將軍。米哈伊洛維奇出生於塞尔维亚王国的伊凡尼察，在貝爾格萊德長大，曾參加巴爾幹戰爭和第一次世界大戰。
米哈伊洛維奇是一位堅定的保皇派人士，1941年4月南斯拉夫陷落後，米哈伊洛維奇在拉夫納戈拉組織了切特尼克以反抗德国军队，米哈伊洛維奇曾任南斯拉夫王国末任总参谋长和三军总长，與部屬撤退至貝爾格勒一帶的山區，並組織反抗勢力從事游擊戰，其部隊名為「南斯拉夫祖國軍」。米哈伊洛維奇與約瑟普·布羅茲·鐵託的遊擊隊一起合作對抗德國，但是截然相反的策略、意識形態差異和普遍的不信任使他們分道揚鑣。米哈伊洛維奇的部隊是反抗德軍的一大勢力，且全為保皇派。而在米氏之後，又出現了一支由約瑟普·布羅茲·狄托領導的「游擊隊」。
到1941年底，兩個群體陷入了公開衝突，欲取得戰爭結束後南國的控制權。許多切特尼克團體轉而與軸心國合作，再加上英國對米哈伊洛維奇的無所作為感到沮喪，導致盟軍在1944年將支持轉向鐵托。米哈伊洛維奇本人在戰爭結束時與法西斯合作者米蘭·內迪奇和迪米特里耶·洛蒂奇合作，許多祖國軍成員则與德軍和義大利軍隊合作。
米哈伊洛維奇在戰後躲藏起來，但於1946年3月被捕。他受到南斯拉夫聯邦人民共和國共產黨當局的審判並被判犯有叛國罪和戰爭罪，並於7月在貝爾格萊德被行刑隊處決。他對通敌和種族屠殺的責任的性質和程度仍然存在爭議。2015年5月，塞爾維亞最高法院经上訴後推翻了米哈伊洛維奇的判決，並表示對他的審判和定罪是出於政治和意識形態動機。